# Гримм, Людвиг Эмиль
Лю́двиг Эмиль Гримм (14 марта 1790, Ханау — 4 апреля 1863, Кассель) — немецкий художник и гравер, брат Вильгельма и Якоба Гриммов.

## Биография

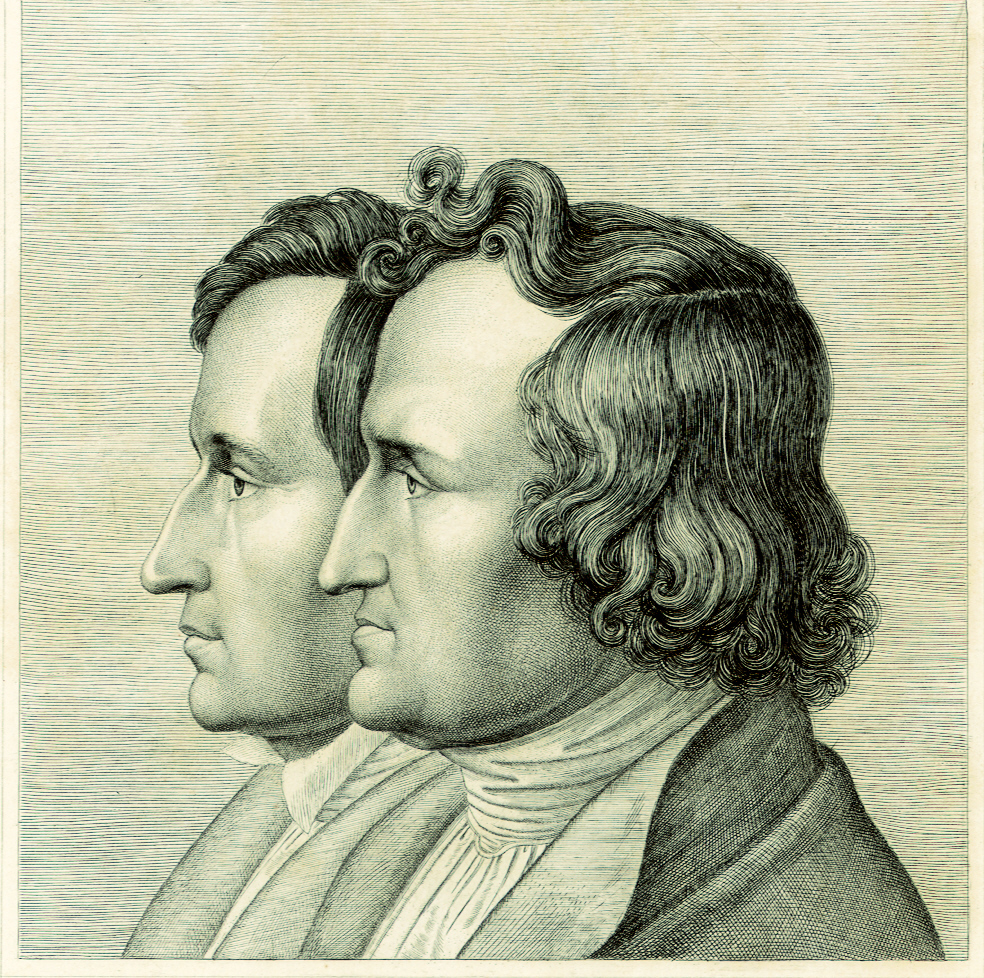
Людвиг Эмиль Гримм. Портрет Якоба и Вильгельма Гриммов. 1843

Пятый сын Филиппа Вильгельма Гримма (1751—1796), амтмана г. Штайнау-ан-дер-Штрассе, и Доротеи Циммер (1755—1805). Младший брат прославленных немецких филологов Вильгельма и Якоба Гриммов, в историографической традиции зачастую обозначается как Брат-художник (нем. Malerbruder). В 1808 г. отправился в Мюнхен для обучения рисованию и гравировальному делу у известного художника и гравера того времени К. Гесса, и в скором времени достиг больших успехов. Л. Э. Гримм исполнял работы в самых разнообразных техниках и жанрах: среди его работ жанровые композиции, пейзажи, батальные и анималистические этюды, но главным образом — портреты. Он также справедливо относится к числу виднейших иллюстраторов XIX в.: в 1812—1815 гг. подготовил иллюстрации к одной из самых известных работ своих старших братьев — Собранию немецких сказок. 

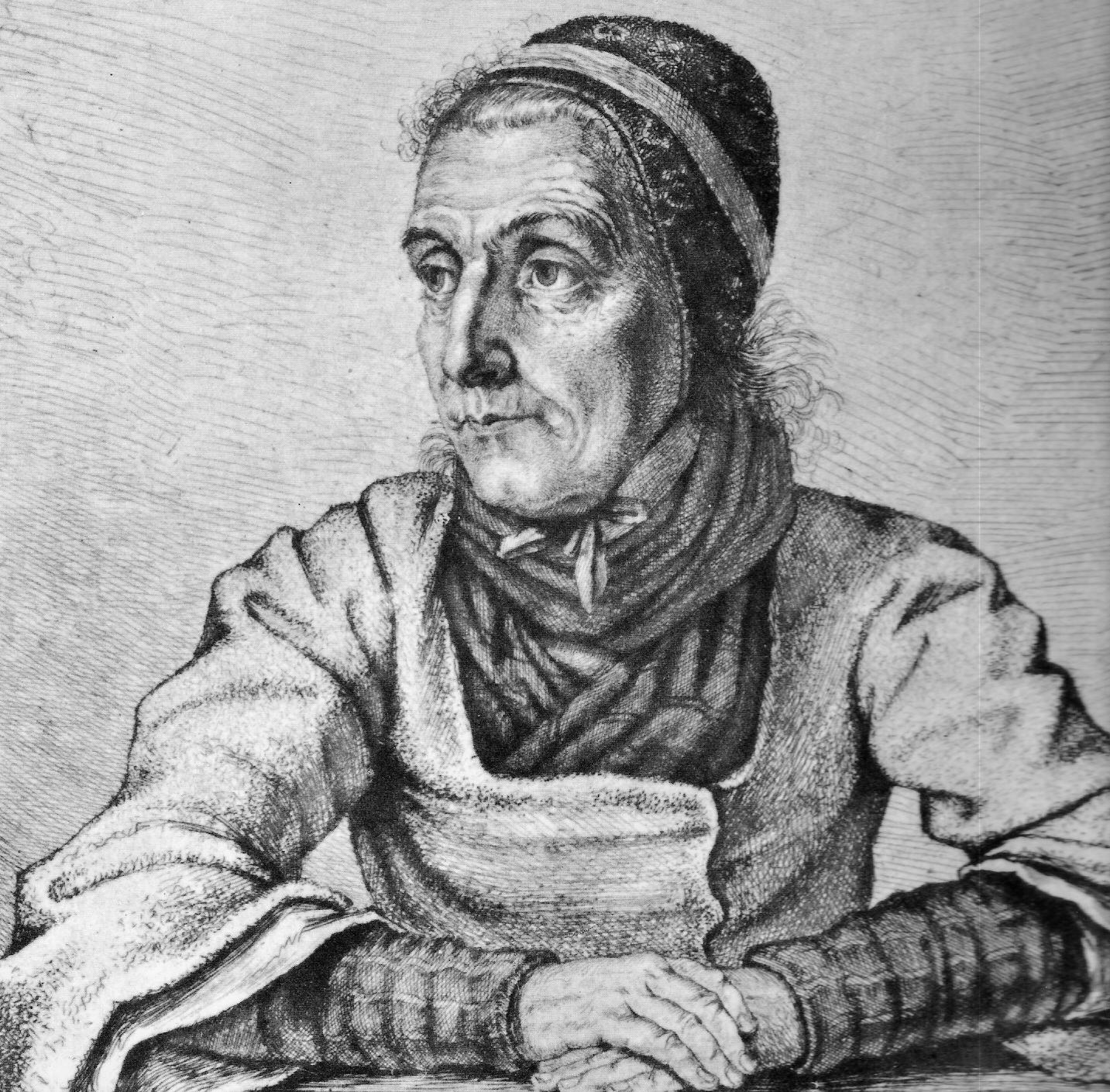
Людвиг Эмиль Гримм. Портрет Доротеи Виманн, народной сказительницы, по рассказам которой Братья Гримм записали более 70 сказок. 1813 (?)

 Образы, созданные им для этого издания, стали классическими и воспроизводятся оформителями и издателями сказок во многих странах по сей день. В 1813—1815 гг. принимал участие в «Освободительной войне» (нем.  Befreiungskriege ), по окончании которой поселился в Касселе. В 1816 г. совершил многомесячное путешествие по Италии, затем вновь возвратившись в Мюнхен. В 1825 г. вместе с русским художником немецкого происхождения Е. Ф. Рейтерном основал первое в Германии профессиональное объединение художников — «Виллингсхаузерскую колонию художников» (нем.  Willingshauser Malerkolonie). В 1832 г. был избран профессором кассельской Академии.

## Сочинения и альбомы работ
- [Grimm L.E.] Das Bild des Fremden im Werk von Ludwig Emil Grimm (1790—1863) / Hg. von Herbert von Bose. Marburg, 2007.
- Grimm L.E. Erinnerungen aus meinem Leben / Hg. und ergänzt von Adolf Stoll. Leipzig, 1915.